# Río Malacatos
El río Malacatos es un río del sureste del Ecuador, su une con el río Zamora al norte de la ciudad y son una de las fuentes del río Santiago, a su vez afluente del río Marañón, y, por tanto, parte de la cuenca superior del río Amazonas. 
Nace de la afluencia de 2 quebradas que nacen en el parque nacional Podocarpus. Tiene una longitud de unos 20.5 km, con una caída de 216 metros su caudal es de 1.400 metros cúbicos, atraviesa la ciudad de Loja de sur a norte, uniéndose con el río Zamora en el sector denominado Puerta de la Ciudad.
Latitud: -4.2166667
Longitud: -79.3
UFI: -930539
UNI: -1376480
UTM: PR83
JOG: SB17-04

### Historia
A decir del Dr. Rafael Riofrío E., miembro en ese entonces de la Academia de Estudios Históricos y Geográficos del Azuay, los ríos Malacatos y Zamora habrían tenido otra denominación, tomando en cuenta sobre todo la información de los historiadores Velasco y González Suárez: 
"Lo más probable es que el río Malacatos era el Pulacu, y el Guacamaná el Zamora".